# 魯索卡斯特羅岩
62°24′17.6″S 60°05′10″W / 62.404889°S 60.08611°W
魯索卡斯特羅岩（Rusokastro Rock），是南極洲的岩石，位於南設得蘭群島，處於皮拉米德島東北面1.6公里、威廉斯角東北面5.7公里和杜夫角西北面5.7公里，以保加利亞東南部城鎮命名，現時由南極條約體系管理。